# Guangyi
Guangyi (chiń. trad. 廣乙; pinyin Guǎngyǐ; starsze transkrypcje, spotykane w literaturze: Kwang-yi, Kuang I) – chińska kanonierka torpedowa z końca XIX wieku. Zwodowana w stoczni Fuzhou dla południowej floty chińskiej, w czasie wojny chińsko-japońskiej zniszczona przez krążowniki japońskie w bitwie pod Pungdo.

## Budowa i opis
Stalowa kanonierka torpedowa zbudowana (kosztem 200 tys. liangów srebra) przez arsenał w Fuzhou dla południowej floty chińskiej, pierwsza z serii trzech okrętów, o wyporności 1000 ton, jednym kominie i trzech masztach. Kanonierki te miały podwyższony pokład dziobowy w formie „skorupy żółwia” i taran. Ich długość wynosiła 71,63 m, szerokość 8,23 m, zanurzenie 3,96 m. Miały dwie śruby napędzane przez poziomo umieszczone maszyny parowe potrójnego rozprężania o mocy 2400 koni parowych; parę dostarczały trzy cylindryczne kotły. Zapas węgla wynosił 140 t., a zużycie 1,5 t na godzinę
Kanonierki uzbrojone były w trzy odtylcowe armaty Kruppa kalibru 120 mm, dwie rozmieszczone na burtach, po obu stronach nadbudówki dziobowej z kominem, a trzecia na rufie. Uzbrojenie uzupełniały cztery działka kalibru 47 mm (3-funtowe). Uzbrojenie torpedowe stanowiły dwie stałe wyrzutnie torpedowe kalibru 356 mm (14 cali) na dziobie i dwie burtowe, na pokładzie górnym. Okręty, uznawane w chwili budowy za nowoczesne, budowano według planów francuskich; lekkie opancerzenie obejmowało 25 mm pokład pancerny i 50mm wieżę dowodzenia.

## Służba
Po zbudowaniu służyła we flotylli kantońskiej. W 1894 uczestniczyła, wraz z siostrzanymi okrętami, we wspólnych manewrach flot południowych i północnych i nie zdążyła wrócić na południe przed początkiem wojny chińsko-japońskiej.
W 1895 wraz z krążownikiem "Jiyuan", eskortując transportowce wojska do Korei wyruszyła do Asanu. 25 lipca,  drodze powrotnej, chińskie okręty natknęły się na trzy nowoczesne japońskie krążowniki („Yoshino”, "Naniwa" i "Akitsushima"). Doszło do starcia, znanego jako bitwa pod Pungdo. Słabo opancerzona "Guangyi" była najsłabszym z okrętów uczestniczących w walce i choć walczyła dzielnie, próbując ataku torpedowego, nie miała szans w starciu z nowoczesną "Naniwą". Kanonierka wyrzuciła się ostatecznie na brzeg, wciąż pod japońskim ogniem, który spowodował detonację wyrzutni torpedowej. Okręt doszczętnie spłonął, z załogi ocalało jedynie 18 ludzi. Jest możliwe, że podczas akcji pocisk z "Guangyi" trafił „Yoshino”, a spowodowane uszkodzenia skłoniły Japończyków do przerwania pościgu za "Jiyuanem".